# بادهای زمستان (بازی تاج‌وتخت)
«بادهای زمستان» (به انگلیسی: The Winds of Winter) دهمین و آخرین اپیزود از فصل ششم سریال درام-فانتزی آمریکایی، بازی تاج‌وتخت، و به‌طور کلی شصتمین اپیزود پخش شده از این مجموعه است. این اپیزود در تاریخ ۲۶ ژوئن ۲۰۱۶ از شبکه کابلی اچ‌بی‌او به نمایش درآمد.
همانند اپیزود قبلی این اپیزود نیز توسط میگل سپاچنیک کارگردانی شد.
بادهای زمستان با ۶۹ دقیقه مدت زمان،یکی از طولانی‌ترین اپیزودهای بازی تاج و تخت به‌شمار می‌آید.

## داستان

### در مقر پادشاهی
در روزی که قرار است سرسی لنیستر و لوراس تایرل محاکمه شوند، گنجشک اعظم و همراهان وی به اتفاق مارجری تایرل، پدر مارجری، کِوان لنیستر و ده‌ها نفر دیگر، در سپت بزرگ بیلور جمع می‌شوند. لوراس به درون سپت آورد می‌شود و وی به جرم‌هایی که مرتکب شده، از جمله همجنس‌گرایی، اعتراف میکند. سپس درخواست بخشش می‌کند و اعلام می‌کند که دوست دارد خادم خدایان شود و لقب و نام رسمی خود را از دست بدهد. به همین خاطر گنجشک اعظم نیز او را یکی از خادمان خود می‌کند. در همین حین کایبرن به کمک «پرنده‌های کوچک» خود، استادِ اعظم پایسل را به قتل می‌رساند. پس از این واقعه، سرسی لنیستر هنوز در سپت بزرگ حاضر نیست. به همین خاطر لنسل به دنبال او در زیرزمین‌های شهر می‌رود. در میانهٔ راه او متوجه فرار مشکوک یک کودک می‌شود. وی به دنبال کودک می‌رود. تامن براتیون نیز می‌خواهد به سپت بزرگ بیلور برود که توسط گرگور کلگان متوقف می‌شود. در آن حین که لنسل به سوی کودک می‌رود، آن کودک به پای او خنجر می‌زند. لنسل ناگهان متوجه می‌شود که در انباری پر از آتش وحشی (آتشی که قدرت تخریب بسیار زیادی دارد) هست. او سراسیمه به سوی شمعی می‌رود که بر روی آتش وحشی قرار دارد. زمانی که او به شمع می‌رسد، آتش وحشی فعال شده و از طریق زیرزمین به سوی سپت بیلور می‌رود و آن را منفجر می‌کند. طی این انفجار همهٔ افراد حاضر در سپت از جمله گنجشک اعظم و تمام همراهان وی، مارجری، لوراس و میس تایرل و کوان لنیستر جان خود را از دست می‌دهند. سرسی که از دور تماشاگر این حادثه هست لبخندی می‌زند و به سوی سپت اونلا، آخرین بازمانده گنجشک‌ها، می‌رود و او را به خاطر کاری که در حق سرسی کرده شکنجه می‌دهد. تامن نیز پس از دیدن انفجار دست به خودکشی می‌زند. وقتی سرسی جسد تامن را می‌بیند دستور می‌دهد که جسد او را بسوزاند و خاکسترش را در میان خرابه‌های سپت بگذارند.
جیمی و بران بالاخره به مقر پادشاهی می‌رسند و به تعجب به آتش‌سوزی سپت نگاه می‌کنند. سپس جیمی به سوی قلعهٔ ردکیپ می‌رود و تاجگذاری سرسی لنیستر، به عنوان ملکهٔ جدید وستروس، را مشاهد می‌کند.

### دروینترفل
داوس سیورث در حضور جان اسنو ملیساندرا را به قتل شیرین، دختر استنیس، متهم می‌کند و پس از اعتراف ملیساندرا، داوس از جان اعدام وی را می‌خواهد. جان نیز دستور تبعید ملیساندرا به جنوب را صادر می‌کند و به وی می‌گوید که در صورت برگشتن او را اعدام خواهد کرد. ملیساندرا وینترفل را ترک می‌کند و درحالی که جان و سانسا استارک رفتن او را تماشا می‌کنند، با هم بحث می‌کنند که چه کسی باید رهبری استارک‌ها را به عهده بگیرد. در این بین جان به سانسا می‌گوید که برای اتحاد استارک‌ها، اعتماد به هم داشتن الزامیست.

بعد از آن پیتر بیلیش سانسا را زیر درخت دعا ملاقات می‌کند. پیتر به سانسا می‌گوید که هدف نهایی او تصاحب تخت آهنین در کنار سانسا هست. بعد از آن پیتر سعی می‌کند که سانسا را ببوسد که سانسا اجازهٔ این کار را به او نمی‌دهد.

بعد از آن، جان تمامی نیروها و خاندان‌های پیرو او را جمع می‌کند. در ابتدا شوالیه‌های ویل از اینکه در کنار وحشی‌ها مبارزه کنند ابراز نفرت دارند. جان هم به همه هشدار می‌دهند که برای مقابله با وایت واکر‌ها آن‌ها باید با هم متحد شوند. سپس لیانا مورمونت سخنرانی می‌کند و به لردها و خاندان‌هایی که به جان اسنو کمک نکرده‌اند می‌گوید که آن‌ها باید شرمسار شوند. لیانا جان را پادشاه شمال نامید و اظهار داشت که با وجود اینکه جان حرامزاده هست ولی خونِ ند استارک در رگ‌های جریان دارد. پس از این گفته، خاندان‌ها و لردها به جان سوگند وفاداری یاد کردند و او را پادشاه شمال نامیدند.

### در تویینز
والدر فری با لنیسترها در حال جشن گرفتن به خاطر فتح دوبارهٔ ریورران برگزار می‌کنند. او خودش را با جیمی لنیستر از جهت که هر دو به شاهشان خیانت کردند، مقایسه می‌کند. جیمی هم به او یادآوری می‌کند که این لنیستری‌ها بودند که ریورران را فتح کردند و نه فری‌ها و پس از این با اوقات تلخی جشن را ترک می‌کند. در هنگام جشن دختر خدمتکاری در پیاله بران و جیمی شراب می‌ریزد.
پس از رفتن جیمی به سوی مقر پادشاهی، فری در حال غذا خوردن به این فکر فرومی‌رود که بچه‌های وی کجا هستند. در این هنگام دختر خدمتکاری که در جشن به جیمی و بران شراب داد به وی می‌گوید که بچه‌های والدر فری همین جایی هستند که والدر آنجاست. والدر فری متوجه می‌شود که منظور آن خدمتکار این است که او دارد بچه‌های خودش را در قالب غذا می‌خورد. در همین حین دختر نقاب خود را کنار می‌زند و معلوم می‌شود که وی آریا استارک بوده‌است. سپس آریا گلوی والدر فری را می‌برد.

### در اولدتاون
سم و گیلی به اولدتاون می‌رسند و سم برای استاد شدن به سالن سیتادل می‌رود. از آنجا که سیتادل از مرگ جیور مورمونت و استاد ایمون ناآگاه هست از سم می‌خواهد که منتظر استاد ارشد باشد. در همین حین به اجازهٔ رفتن به کتابخانهٔ بزرگ سیتادل داده می‌شود. پس از آن سیتادل تعداد بی‌شماری زاغ سفید را در هفت پادشاهی آزاد می‌کند که خبر فرارسیدن زمستان را بدهند.

### در دورن
اولنا تایرل که از مرگ خانوادهٔ خود با خبر شده با الاریا و سند اسنیک‌ها ملاقات می‌کنند و با هم راجع به شکست لنیستری‌ها و اتحاد شدن با همدیگر بحث می‌کنند که در این میان واریس به اولنا پیشنهادِ «عدالت، انتقام و خون و آتش» را می‌دهد.

### آنطرفِ دیوار
در حالی که برن استارک و میرا و بنجن استارک نزدیک دیوار هستند، بنجن از برن خداحافظی می‌کند زیرا دیوار طلسم‌هایی دارد که جلوی پیشرویِ مرده‌ها را می‌گیرد. سپس برن به خواب می‌رود تا رؤیا ببیند. او پدرش، ند استارک، را در جوانی مشاهده می‌کند که به سوی برج شادی می‌رود. ند خواهرش، لیانا، را در هنگام مرگ می‌بیند. قبل از مردن، لینا از ند قول می‌گیرد که از فرزندِ تازه متولد شده اش محافظت شود. آنگاه بالاخره معلوم می‌شود که جان اسنو فرزند لینا استارک و ریگار تارگرین هست.

### در مرین
دنریس تارگرین با داریو ملاقات می‌کند و به او می‌گوید که نمی‌تواند او را همراه خودش به وستروس بیاورد. به همین خاطر از وی می‌خواهد که در مرین باقی بماند و فرماندهی کند. سپس دنریس با تیریون لنیستر ملاقات می‌کند و تیریون به وی می‌گوید که طبیعی است که ترسیده است زیرا اکنون وارد «بازیِ بزرگ» شده‌است. سپس دنریس به تیریون مقام معاونِ ملکه را به همراه نشانِ دست پادشاه به او می‌دهد و به تیریون می‌گوید که به مشاوره‌هایش نیاز دارد.

در نمای پایانی از این قسمت، دنریس به همراه ناوگانِ آهن زاده‌ها و به کمک دورنی‌ها، دوتراکی‌ها، ارتش خاندانِ تایرل و آنسالیدها به سوی فتح وستروس گام کشتی رانی می‌کند.

## تهیه کنندگی

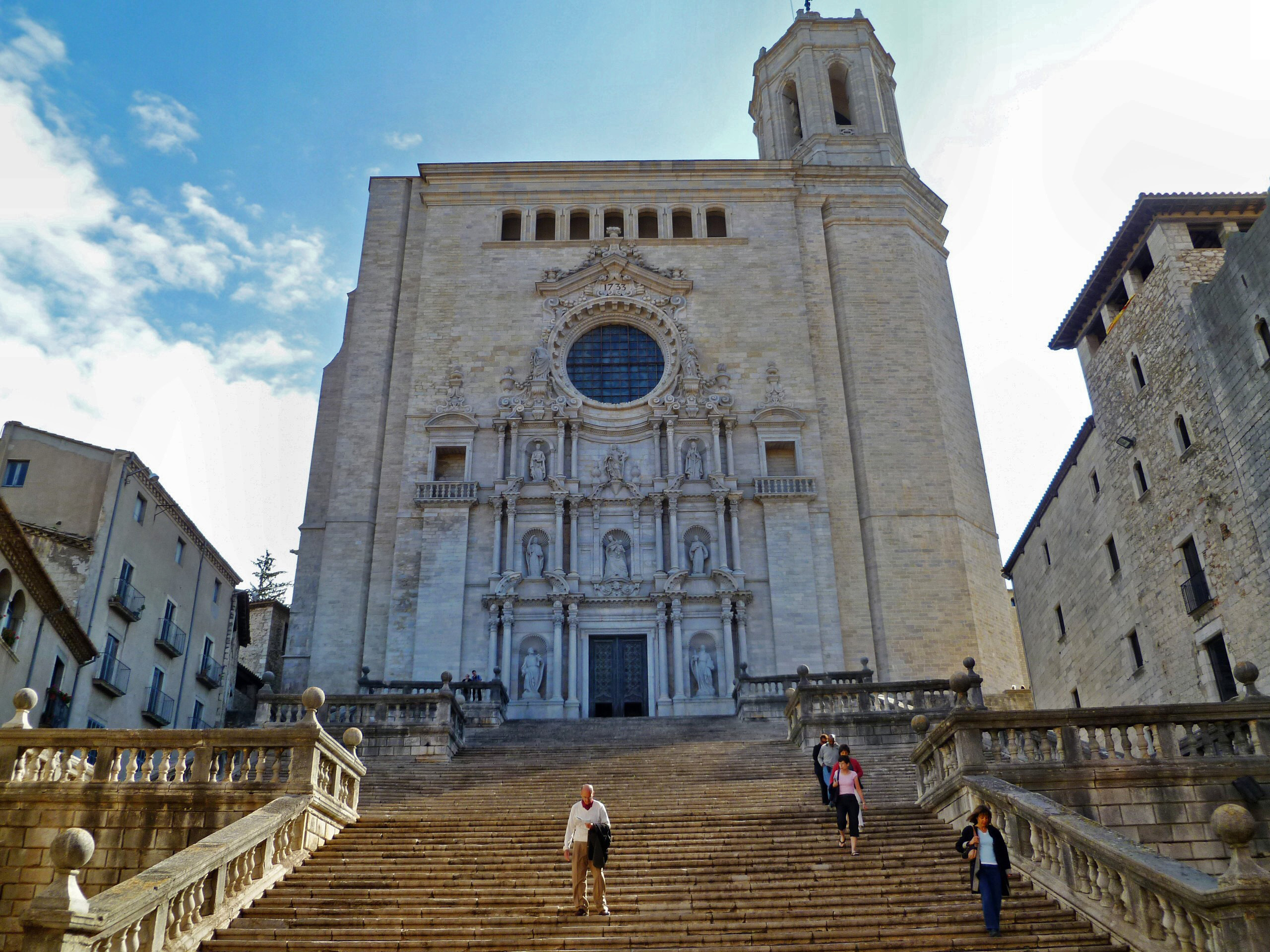
پله های کاتادرال خیرونا اسپانیا

### نویسندگی
داستان و فیلمنامهٔ بادهای زمستان توسط خالقانِ سریال یعنی دیوید بنیاف و دی. بی. وایس نوشته شده‌است. برخی از عناصر این قسمت بر اساس رمانِ منتشر نشدهٔ بادهای زمستان که ششمین رمانِ ترانه یخ و آتش از جرج آر. آر. مارتین هست، بنا شده‌اند.

### فیلمبرداری و کارگردانی
این قسمت توسط میگل سپاچنیک کارگردانی شده بود. سپاچنیک قبلاً اپیزودهای نبرد حرامزاده‌ها، هاردهوم و هدیه را نیز کارگردانی کرده بود.

### بازیگری
این قسمت آخرین حضور بازیگرانی چون جاناتان پرایس (گنجشک اعظم)، ناتالی دورمر (مارجری تایرل)، دین-چارلز چمپمن (تامن براتیون)، دیوید بردلی (والدر فری)، فین جونز (لوراس تایرل)، راجر اشتون-گریفیتس (مِیس تایرل)، ایان گلدر (کوان لنیستر)، یوجین سیمون (لنسل لنیستر) و جولیان گلاور (استادِ اعظم پایسل) می‌باشد.

## بازخوردها
بادهای زمستان تحسین جهانی را برانگیخت و به عنوان یکی از بهترین اپیزودهای تاریخ شناخته شد. سایت راتن تومیتوز به این اپیزود با میانگین ۹٫۶ از ۱۰ از میان ۵۶ نقد، امتیاز ۱۰۰ درصدی داد. منتقدین سایت بر این نظر بودند که بادهای زمستان یکی از بهترین اپیزودهای پایانی سریال بوده‌است.
این اپیزود در حال حاضر در سایت آی ام دی بی امتیاز 9.9 از 10 را دارد. این درحالی است که اپیزود قبلی هم امتیاز 9.9 از 10 را داشت.